# GSC3729-816
GSC3729-816 — хімічно пекулярна зоря спектрального класу F0, що має видиму зоряну величину в смузі V приблизно 11,5.

## Пекулярний хімічний вміст
Зоряна атмосфера GSC3729-816 має підвищений вміст 
Si
.